# Windows RT
Windows RT (nume intern: „Windows on ARM”) este o versiune a sistemului de operare (SO) Windows 8 al companiei Microsoft, proiectată special pentru dispozitive ARM, ca de exemplu calculatoare tabletă. Conține în mod standard unele pachete de software ca de exemplu Microsoft Word, Microsoft Excel, Microsoft PowerPoint și Microsoft OneNote; în plus poate rula (executa) doar aplicații (programe) oferite de Microsoft pe site-ul Windows Store. Windows RT este nu este oferit direct utilizatorilor drept produs separat, de sine stătător, ci este vândut direct numai altor producători de dispozitive.
Numele Windows RT a fost anunțat la 16 aprilie 2012. „RT” este o abreviere de la Runtime, sistemul care stă la baza noilor aplicații „Metro” (nu e primul sistem Windows Runtime). Termenul se referă la o colecție de interfețe API care stabilesc pentru dezvoltatori regulile de comunicație între diverse softuri și harduri.
La 18 iunie 2012 Microsoft a anunțat calculatorul tabletă Microsoft Surface, care va avea 2 versiuni: una cu sistemul de operare Windows RT, iar cealaltă cu Windows 8 Pro.